# Ixora intropilosa
Ixora intropilosa är en måreväxtart som beskrevs av Julian Alfred Steyermark. Ixora intropilosa ingår i släktet Ixora och familjen måreväxter. Inga underarter finns listade i Catalogue of Life.